# عشبة النتاق
عشبة أو حشيشة النتَاق نوع من الأعشاب المزهرة في فصيلة النجميات. توزيعه الأصلي غير واضح، ولكن من المحتمل أنه مشتق من أحد أنواع أكميلة البرازيلية.  نبتة صغيرة منتصبة تنمو بسرعة وتحمل نورات ذهبية وحمراء، حساس للصقيع ولكنه دائم في المناخات الأكثر دفئًا.

## استخدامات الطهي
يقال إن كميات صغيرة من الأوراق الطازجة المقطعة تضيف طعماً فريداً للسلطات. تفقد الأوراق المطبوخة مذاقها القوي ويمكن استخدامها استخدام الخضروات الورقية . تُستخدم الأوراق الطازجة والمطبوخة في أطباق مثل اليخنات في شمال البرازيل، وخاصة في ولاية بارة. تمزج مع الفلفل الحار والثوم لإضافة طعمات و فطامنات إلى الأطعمة الأخرى. 
يتميز برعم الزهرة بطعم عشبي يتبعه إحساس قوي بالوخز أو التخدير وغالبًا ما يكون هناك إفراز مفرط للعاب، مع إحساس بالبرودة في الحلق. تُعرف البراعم باسم "أزرار الطنين" و "الأزرار الكهربائية".  تستخدم في الهند لتضفي طعماً في مضغ التبغ.
يستخدم المستخلص المركز من النبات، والذي يسمى أحيانًا زيت الجَمبو أو مستخلص الجَمبو، تابلاً في الأطعمة والعلكة والتبغ. يستخرج الزيت بشكل تقليدي من جميع أجزاء النبات. استعرضت الهيئة الأوروبية لسلامة الأغذية ولجنة الخبراء المشتركة دراسة تغذية الفئران وأدركت كلتا السُّلطتين أن مستوى التأثير الضار للسبيلانثول كان 572 ملغم / كغم من وزن الجسم / يوم ، مما يعطي جرعة آمنة من السبيلانثول قدرها 1.9 ملغم / كغم من وزن الجسم / يوم ، أو 133.5 ملجم / 70 كجم ذكر / يوم، 111 مجم / 58 كجم من الإناث / يوم ، أو 38 مجم / 20 كجم طفل / يوم.

## الزراعة
يفضل هذا النبات التربة السوداء جيدة التصريف (ذات المحتوى العضوي العالي). لا ينبغي أن تتعرض البذور للطقس البارد، لذا إذا أريد زراعتها في الهواء الطلق فيجب بدء بعد آخر موجة صقيع. تحتاج البذور إلى أشعة الشمس المباشرة لتنبت، لذلك لا ينبغي دفنها.

## معرِض الصور

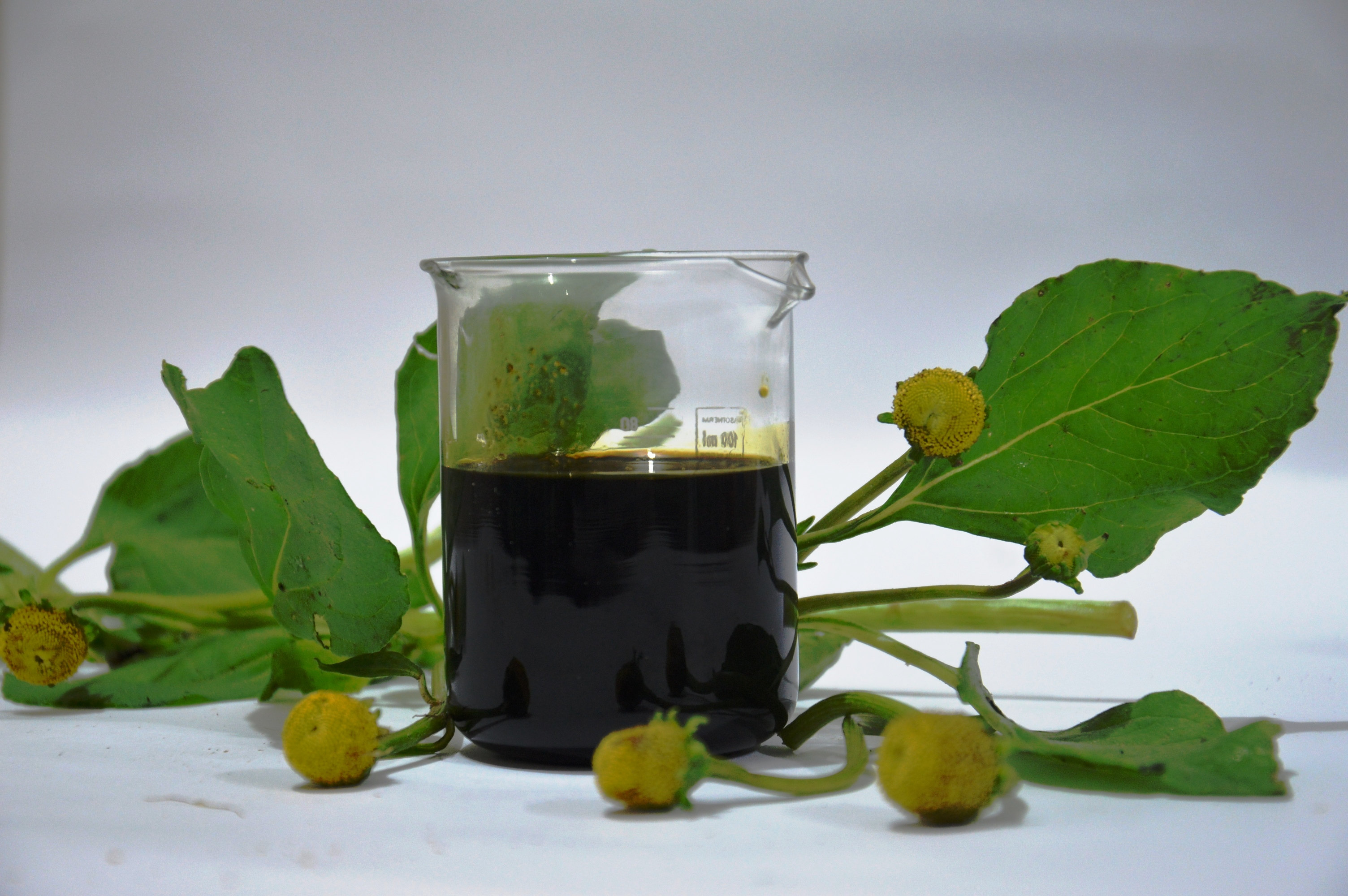
زيت عشبة النتاق
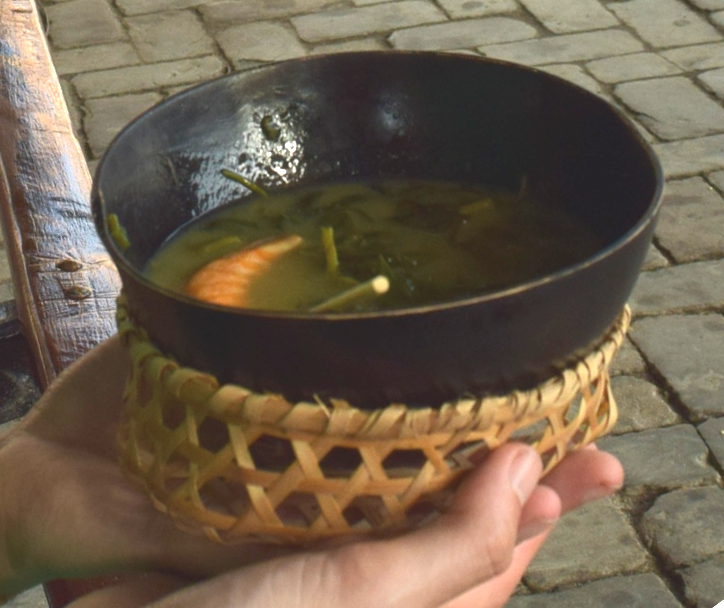
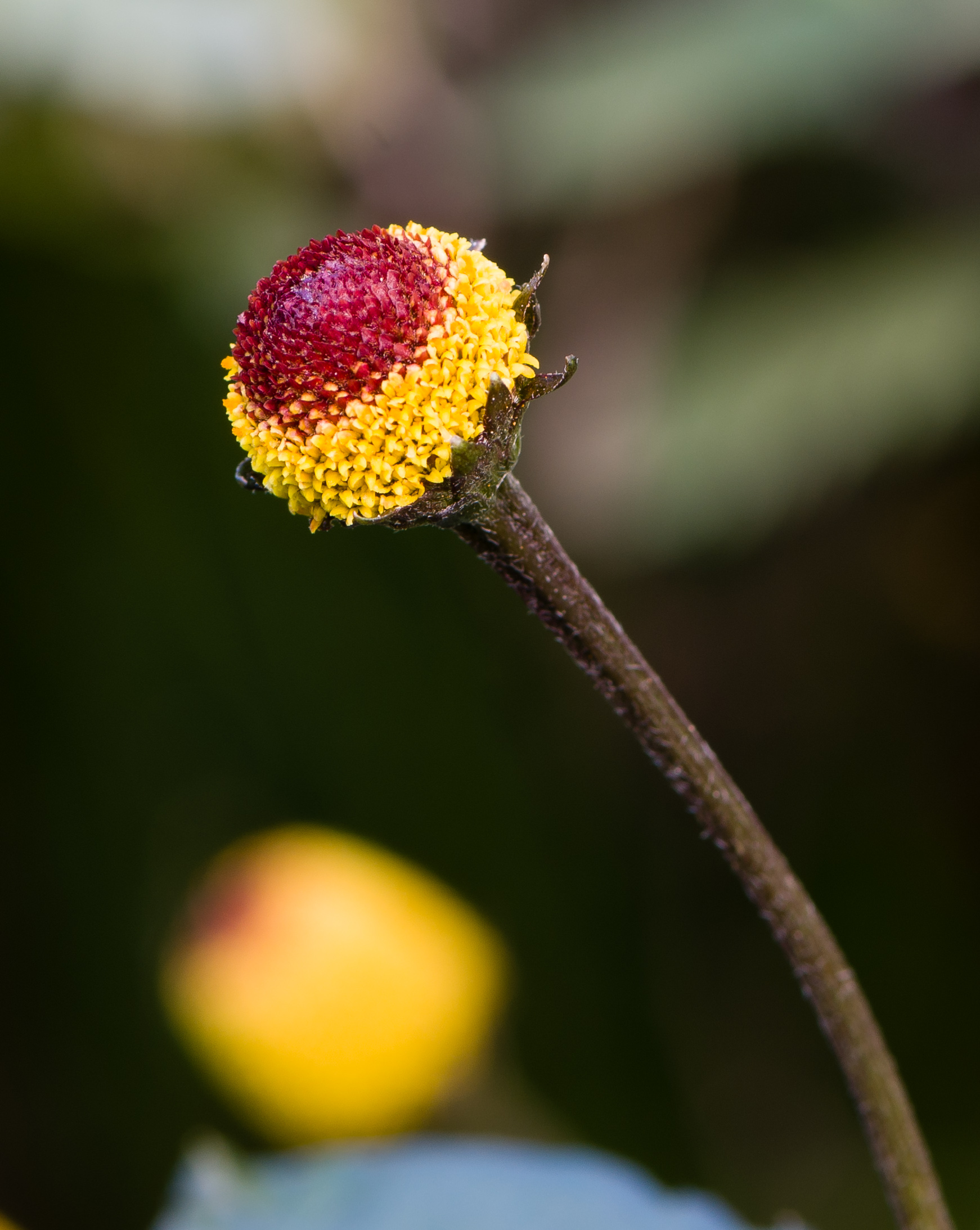